# Геодезическая система координат
Геодези́ческая систе́ма координа́т — система координат, используемая для определения местоположения объектов на Земле. Отсчётной поверхностью является эллипсоид вращения или Ортогональная система координат, представляющий собой референц-версию, то есть адаптированный к какой-либо территории датум, геоцентрической системы координат.
Так как форма Земли является не шаром, для которого подходили бы астрономические координаты, а эллипсоидом, у которого отвесная линия не совпадает с нормалью к его поверхности, для измерений на поверхности планеты приходится использовать не астрономические, а геодезические координаты. При составлении географических карт этим отклонением пренебрегают.
Геодезические координаты используются в геодезии и навигации, в топографической съемке и картографии, а также спутниковыми навигационными системами для определения местоположения объектов на Земле в реальном времени. Положение точки в геодезической системе координат характеризуется математическими координатами абсциссой — {\displaystyle Y,} ординатой — {\displaystyle X} и аппликатой — {\displaystyle Z,} и астрономическими:широтой — {\displaystyle B,} долготой — {\displaystyle L} и зенитом — {\displaystyle H.} Которые, в свою очередь, взаимосвязаны между собой через геодезический азимут.

## Геодезическая прямоугольная система координат (Математическая локальная)

Рисунок 1. Проекция приведенной широты на ось абсцисс.

В геодезии используют прямоугольную систему координат, начало {\displaystyle O} которой находится в центре масс Земли, ось {\displaystyle Z} направлена по оси вращения Земли, ось {\displaystyle X} совмещена с линией пересечения плоскостей экватора и начального (гринвичского) меридиана, ось {\displaystyle Y} дополняет систему до правой. Такую систему координат называют геоцентрической или общеземной. В общеземной системе координат определяют положение пунктов на всей поверхности Земли. К таким можно отнести WGS-84, GRS80, ПЗ-90.
Если система координат введена для определения положения точек на части земной поверхности, например, на территории одного государства, её начало {\displaystyle O} может быть значительно (до сотен метров) смещено относительно центра масс. В этом случае говорят о референцной системе координат.
Из-за неизбежных ошибок измерений при практическом задании общеземной системы возможно несовпадение её начала с центром масс Земли и повороты осей. В связи с этим существуют несколько реализаций общеземной геоцентрической системы координат, и возникает необходимость перехода от одной системы координат к другой. Задача преобразования координат возникает также при переходе от референцной системы координат к общеземной и обратно.
Переход от одной прямоугольной системы координат к другой при одновременном переносе начала системы и повороте осей выполняют с помощью преобразования Гельмерта. Преобразование Гельмерта это преобразование с 7 элементами, с 3 параметрами смещения {\displaystyle c_{x},~c_{y},~c_{z},} 3 параметрами разворота {\displaystyle r_{x},~r_{y},~r_{z}} и 1 масштабным параметром {\displaystyle s.} Преобразование Гельмерта — это приближённый метод, который можно считать точным только, когда параметры преобразования малы по сравнению с величинами векторов геоцентрической системы координат или такие параметры не учитываются. С такими условиями преобразование можно считать обратимым. Прочие последующие преобразование (преобразование Молоденского — 10 параметров и преобразование Молоденского — Бадекаса — 14 параметров), учитывающие дополнительные данные, осуществляются в несколько этапов, сложны и, как правило, необратимы. ввиду чего такие системы координат создаются строго на локальных участках с помощью Геодезических сетей III, IV классов, 1 и 2 разрядов. И используемые для решения исключительно прикладных задач на территории по площади не превышающей 3000—5000 км².

## Геодезическая эллипсоидальная система координат (Астрономическая глобальная)

Рисунок 2. Геодезическая эллипсоидальная система координат.

Геодезическая эллипсоидальная система координат {\displaystyle B,~L,~H} связана с эллипсоидом. Координатными линиями в этой системе являются нормали к эллипсоиду.
Геодезическая широта {\displaystyle B} — это угол между нормалью {\displaystyle PP_{o}~O_{p}} к эллипсоиду и плоскостью экватора.
Геодезическая долгота {\displaystyle L} — угол между плоскостью {\displaystyle Y=0} начального меридиана и плоскостью {\displaystyle ZOP} меридиана точки {\displaystyle P.}
Геодезическая высота {\displaystyle H} — отрезок {\displaystyle P_{o}~P} нормали к эллипсоиду[как?].

## Формулы перехода

Рисунок 3. Связь геодезических прямоугольной и эллипсоидальной систем координат.

Геодезические прямоугольные и эллипсоидальные системы согласованы друг с другом. Центры этих систем совмещены, ось {\displaystyle Z} прямоугольной системы проходит вдоль малой оси эллипсоида, оси {\displaystyle X} и {\displaystyle Y} совпадают. Связь систем устанавливают формулы представленные ниже.

#### Прямой переход
{\displaystyle X=(N+H)\cos B\cos L;}
{\displaystyle Y=(N+H)\cos B\sin L;}
{\displaystyle Z=(N+H-Ne^{2})\sin B,}
где {\displaystyle N} — радиус кривизны первого вертикала, равный отрезку {\displaystyle O_{p}~P_{o}} на рисунке 3, {\displaystyle e} — эксцентриситет.
{\displaystyle N} находится по формуле:
{\displaystyle N=a/\surd (1-e^{2}\sin ^{2}B),}
где {\displaystyle a} — большая полуось эллипсоида.

#### Обратный переход
От геодезических эллипсоидальных координат к прямоугольным выполняют следующим образом: определяют долготу {\displaystyle L} и радиус {\displaystyle Q} параллели точки {\displaystyle P} — отрезок {\displaystyle OP1.} Это возможно сделать разными способами, например:
{\displaystyle tgL=Y/X;Q=X\cos L+Y\sin L,}
или:
{\displaystyle Q={\sqrt {(}}X^{2}+Y^{2});\sin L=Y/Q;\cos L=X/Q.}
Для широты находят:
{\displaystyle tgB=(Z+Ne^{2}\sin B)/Q.}
Широту {\displaystyle B} вычисляют методом приближений, причем в начальном приближении можно использовать разные её значения. Наиболее удобно найти в первом приближении приведенную широту {\displaystyle u} точки {\displaystyle P1} отсчетного эллипсоида, лежащего на пересечении его поверхности с радиусом-вектором внешней точки {\displaystyle P}:
{\displaystyle \operatorname {tg} u=Z/(Q{\sqrt {(}}1-e^{2})/}
Приведенной широтой точки {\displaystyle P1} эллипсоида называют геоцентрическую широту точки {\displaystyle P',} являющейся проекцией точки {\displaystyle P1} на вспомогательную сферу радиуса а нормалью к плоскости экватора. Приведенная и геодезическая широта связаны равенством:
{\displaystyle \operatorname {tg} u={\sqrt {(}}1-e^{2})\operatorname {tg} B.}
После вычисления приведенной широты геодезическую широту находят по формуле Боуринга:
{\displaystyle \operatorname {tg} B=(Z+e^{2}(a\sin ^{3}a)/({\sqrt {(}}1-e^{2})\operatorname {tg} B))/(Q-e^{2}a\cos ^{3}a)}
Геодезическую высоту {\displaystyle H} вычисляют по формуле:
{\displaystyle H=Q\cos B+Z\sin B-a{\sqrt {(}}1-e^{2}\sin ^{2}B)}.

## Референцные (Аппроксимированные приближенные)
Отсчетный эллипсоид может располагаться внутри Земли по-разному. Если центр эллипсоида совмещен с центром масс Земли, а его поверхность близка к поверхности геоида, то эллипсоид называют геоцентрическим, не стоит путать с общеземным. Если эллипсоид близок к геоиду на ограниченной площади, а центр его смещен относительно центра масс, его называют референц-эллипсоидом. Референц-эллипсоид, как правило, устанавливается для использования в геодезический работах в той или иной стране, отсюда и его название (референция, то есть рекомендация).
Данная система, основанная на Референц-эллипсоиде, поддерживалась и использовалась в ряде научных и прикладных задач до 1961 пунктами Лапласа и астропунктами II класса, которые были частично обращены в Геодезические сети сгущения II класса, и продолжались использоваться как экспедиционные пункты II класса преимущественно в необжитых и мало обжитых районах, как обоснования для мелкомасштабных географических съемок. После 1961 г геодезические сети II класса начинают строить в виде сплошных сетей треугольников, полностью заполняющих полигоны АГС I. Работы по созданию государственной геодезической сети были в основном закончены к 1989 году. Сеть пунктов I-го и II-го классов сплошь покрывала территорию страны. В 1990 году приказом ГУГК при Совете Министров СССР создано опытно-производственное подразделение МАГП (Московского аэрогеодезического предприятия) для производства работ с использованием спутниковых систем в соответствии с концепцией перехода топографо-геодезического производства на современные методы спутниковых определений, получившее наименование ВАГП (Верхневолжского аэрогеодезического предприятия). Результаты работ проводимых в 1991 показали не удовлетворительное состояние сети. В 1993—1995 в уравнивание включены: Космическая и Доплеровская сети (служившие основанием для Геоцентрической системы ПЗ-90). В 1996 было проведено заключительного уравнивания и к концу 1990-х, построена сеть из 134 опорных пунктов ГГС включавших 35 пунктов КГС и ДГС, покрывающая всю территорию страны при среднем расстоянии между смежными пунктами 400—500 км.
Постановлением правительства РФ от 24 ноября 2016 года за номером 1240 использование системы координат СК-42 допускается до 1 января 2021 г. Взамен вводится геоцентрическая система ГСК-2011 основанная на ПЗ-90 (являющаяся датумом общеземного элипсоида ITRF).

## Земной эллипсоид
Эллипсоид можно задать двумя параметрами:
| Параметр              | Символ              |
| Большая полуось       | а                   |
| Геометрическое сжатие | {\displaystyle 1/f} |

Из а и {\displaystyle 1/f} можно вывести другие параметры эллипсоида:
| Параметр              | Символ                                                  |
| Малая полуось         | {\displaystyle b=a(1-f)}                                |
| Первый эксцентриситет | {\displaystyle e^{2}=1-b^{2}/a^{2}=f(2-f)}              |
| Второй эксцентриситет | {\displaystyle e'^{2}=a^{2}/b^{2}-1=(f(2-f))/(1-f)^{2}} |

## Список литературы
- Огородова Л. В. Высшая геодезия. Часть III. Теоретическая геодезия, Москва, Геодезкартиздат 2006. ISBN 5-86066-076-6[1]
- Сайт Информационно-аналитического центра координатно-временного и навигационного обеспечения. Прикладной потребительский центр ГЛОНАСС.